# L'ultima vendetta (film 2023)
L'ultima vendetta (In the Land of Saints and Sinners) è un film del 2023 diretto da Robert Lorenz.

## Trama
Nel 1974, durante i disordini in Irlanda del Nord, quattro membri dell'IRA — la fanatica Doireann McCann, suo fratello minore Curtis, Conan e Séamus — compiono un attentato a Belfast che causa sei morti, inclusi tre bambini. Dopo l’azione, i quattro si rifugiano in uno sperduto villaggio costiero dell'Irlanda libera, Gleann Cholm Cille, nel Donegal. Curtis si stabilisce presso la cognata vedova Sinéad e la giovane figlia Moya, mentre gli altri trovano riparo in una baracca isolata. Nello stesso paese, Finbar Murphy, apparentemente un anziano libraio del luogo, vive in modo riservato. In passato, dopo la perdita della moglie, era caduto nell’alcolismo, finché il boss criminale Robert McQue non lo salvò, impiegandolo come killer su commissione. Tuttavia, durante un incarico a Bantry, un vecchio bersaglio lo spinge a riflettere sul senso della propria vita, inducendolo a chiudere con il passato e con Robert. Quando Finbar scopre che Moya, bambina a lui cara, presenta segni di abuso e sospetta di Curtis, chiede consiglio a Robert e, quindi, decide, di farsi giustizia fuori dai canali legali. La situazione degenera rapidamente: Curtis viene affrontato da Finbar ma l’incontro finisce in tragedia. Kevin, un giovane assassino problematico alle dipendenze di Robert, interviene inaspettatamente. La scomparsa di Curtis spinge Doireann ad agire: scoperto il coinvolgimento di Robert, lo uccide dopo aver ottenuto il nome di Finbar. Con l’aiuto dei suoi compagni, lo bracca e lo affronta al pub locale, dove la tensione esplode in uno scontro armato. Kevin tenta di proteggere Finbar, rivelando di aver ucciso Curtis, innescando una serie di eventi violenti che coinvolgono anche Vinnie, il poliziotto del villaggio. Mentre il caos si diffonde per le strade del paese, tra bombe, spari e tradimenti, Finbar affronta il proprio passato e le conseguenze delle sue scelte, in una spirale sempre più tragica di violenza e redenzione.

## Distribuzione
Il film è stato presentato in anteprima alla 80ª Mostra internazionale d'arte cinematografica di Venezia il 6 settembre 2023, nella sezione Orizzonti Extra. È stato distribuito nelle sale cinematografiche italiane a partire dal 17 luglio 2024.

## Accoglienza

### Incassi
Il film ha incassato poco più di 3,6 milioni di dollari.

### Critica
Su Rotten Tomatoes 80 critici esprimono un gradimento dell'83% con un voto medio di 6.6/10; su Metacritic il voto medio di 14 critici è 60/100.
Riccardo Baiocco recensisce il film per Sentieri Selvaggi valutandolo 3.8 stelle e scrivendo che "L'ultima vendetta è un western d’Irlanda che lascia sullo sfondo i grandi schemi per concentrarsi su personaggi obbligati a scavare dentro sé stessi".